# سیارک ۴۳۸۱
سیارک ۴۳۸۱ (به انگلیسی: 4381 Uenohara، نامگذاری:1989WD1) چهار هزار و سیصد و هشتاد و یکمین سیارک کشف شده‌است که در ۲۲ نوامبر ۱۹۸۹ کشف شد.
قدر مطلق سیارک برابر ۱۱٫۲۰ است.